# Agustín Aranzábal
Agustín Aranzábal Alkorta (* 15. März 1973 in Bergara) ist ein ehemaliger spanischer Fußballspieler.

## Karriere

### Verein
Der linke Außenverteidiger Aranzábal begann in seinem Geburtsort beim Club Deportivo Bergara mit dem Fußballspielen. Im Alter von 13 Jahren wechselte er in die Jugendabteilung von Real Sociedad San Sebastián. 1991 rückte er in den Seniorenbereich auf und wurde zunächst bei Real Sociedad B eingesetzt. Am 21. Februar 1993 gab er im Spiel bei Deportivo La Coruña sein Debüt in der Primera División. Seine größten Erfolge waren der dritte Platz in der Saison 1997/98, durch den sich Real Sociedad für den UEFA-Pokal qualifizierte, sowie der Vizemeistertitel in der Saison 2002/03, durch den die Gruppenphase der UEFA Champions League 2003/04 erreicht wurde.
Am Ende der Saison 2003/04 verließ Aranzábal Real Sociedad und wechselte zu Real Saragossa. In seiner ersten Saison bestritt er 21 Ligaspiele. Im zweiten Jahr kam er nur noch auf neun Einsätze, und in seiner dritten und letzten Saison bei Saragossa wurde er lediglich am letzten Spieltag der Saison 2006/07 im Spiel gegen Recreativo Huelva für wenige Spielminuten eingesetzt.
Nach Auslaufen seines Vertrages bei Real Saragossa verkündete Aranzábal seinen Rücktritt vom Profifußball. Vor Beginn der Saison 2007/08 wurde seine Verpflichtung von CD Vera de Puerto de la Cruz aus Teneriffa, einer Mannschaft der kanarischen Divisiones Regionales, bekannt gegeben. Dort beendete er am Saisonende seine Spielerkarriere.
Im Februar 2010 spielte Aranzábal für den Hongkonger Erstligisten Kitchee SC bei einem Freundschaftsturnier anlässlich des chinesischen Neujahrsfestes.

### Nationalmannschaft
Aranzábal bestritt neun Spiele für die spanische U-21-Nationalmannschaft. Bei der U-21-Fußball-Europameisterschaft 1996 erreichte er mit seinem Team das Finale gegen Italien. Trotz eines Treffers von ihm im Elfmeterschießen unterlag Spanien mit 2:4.
Im Sommer 1996 nahm er mit der Spanischen Olympiaauswahl an den Olympischen Sommerspielen 1996 in Atlanta teil. Dort schieden die Spanier im Viertelfinale aus.
Sein erstes Spiel für die spanische A-Nationalmannschaft bestritt er am 7. Juni 1995 beim 1:0 im Qualifikationsspiel zur Europameisterschaft 1996 gegen Armenien. Aranzábal stand im spanischen Aufgebot bei der WM 1998 in Frankreich, wurde während des Turniers jedoch nicht eingesetzt. Bei der Europameisterschaft 2000 in Belgien und den Niederlanden stand er ebenfalls im spanischen Kader. Er kam in den Gruppenspielen gegen Norwegen und Slowenien sowie im Viertelfinale gegen Frankreich zum Einsatz. Sein letztes von 28 Länderspielen für die spanische Nationalmannschaft absolvierte er am 30. April 2003 im Freundschaftsspiel gegen Ecuador. Nach der ersten Halbzeit wurde er gegen Raúl Bravo ausgewechselt.
Zwischen 1995 und 2003 bestritt Aranzábal auch acht internationale Spiele für die Baskische Fußballauswahl.

## Privates
Aranzábals Vater José Agustín Aranzábal Askasibar, genannt Gaztelu (1946–2020) war Ende der 1960er bis Anfang der 1970er Jahre Mannschaftskapitän von Real Sociedad und zweifacher spanischer Nationalspieler.

## Erfolge
- Supercopa de España: 2004 (ohne Einsatz)